# Erhard Grundl

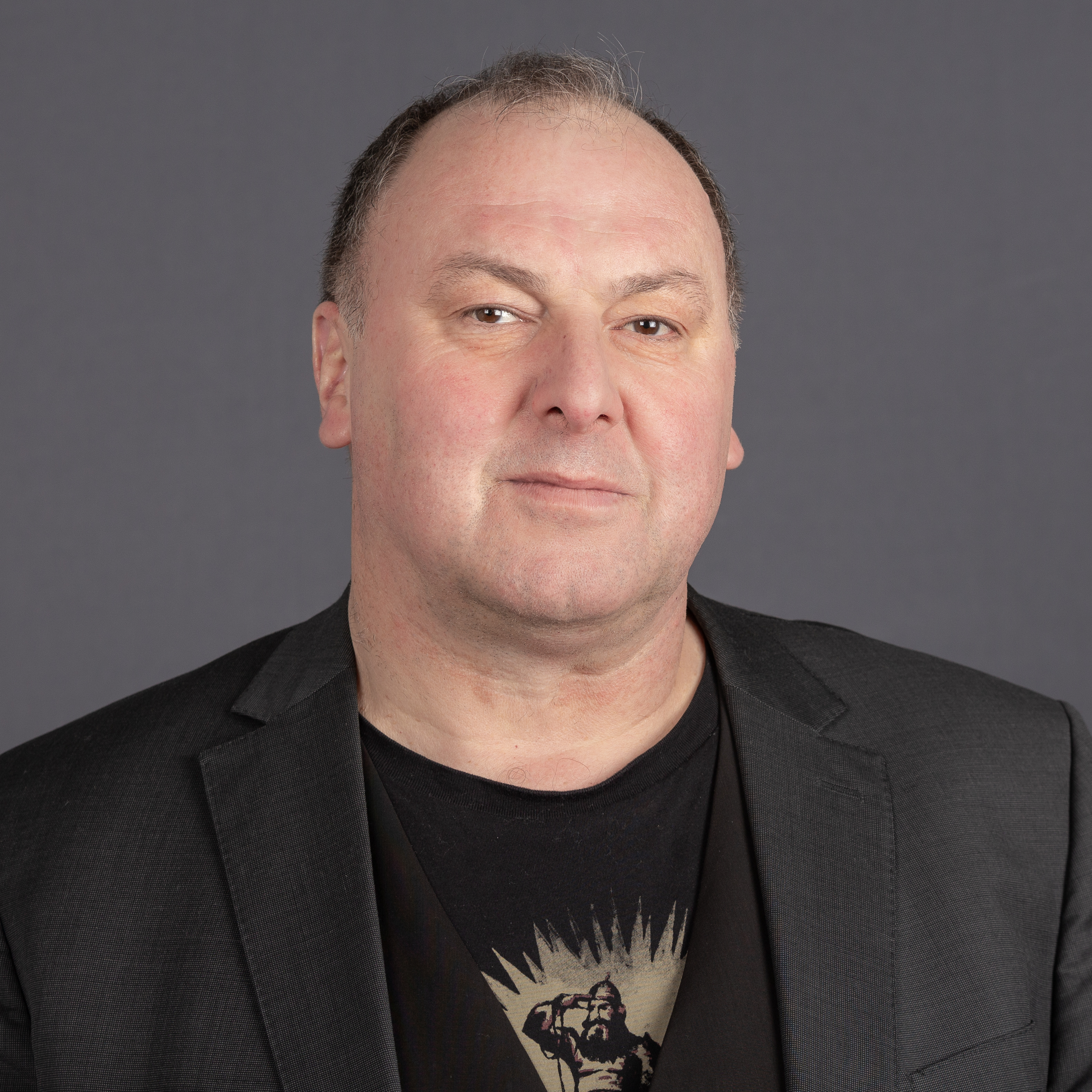
Erhard Grundl, 2020

Erhard Grundl (* 7. Januar 1963 in Mallersdorf) ist ein deutscher Politiker (Bündnis 90/Die Grünen). Er war von 2017 bis 2025 Mitglied des Deutschen Bundestages.

## Leben und berufliche Tätigkeit
Nach dem Besuch des Burkhart-Gymnasiums in Mallersdorf-Pfaffenberg und der Staatlichen Fachoberschule Straubing begann Grundl 1985 ein Studium der Sozialpädagogik an der Fachhochschule Regensburg, das er 1987 ohne Abschluss verließ. Von 1987 bis 1997 gehörte er der Rockband Baby You Know an und war von 1991 bis 2017 als Vertriebsmanager in der Musikindustrie tätig.
Erhard Grundl ist verheiratet und hat zwei erwachsene Kinder.

## Politische Tätigkeiten
Grundl trat 2004 den Grünen bei. Von 2004 bis 2008 war er Vorsitzender des Kreisverbandes der Grünen in Straubing und von 2012 bis 2017 Bezirksvorsitzender der Grünen in Niederbayern. Von 2015 bis 2017 gehörte er dem bayerischen Landesausschuss der Grünen an und war von 2015 bis 2017 Delegierter im Länderrat.
2008 zog Grundl als Grüner im Stadtrat von Straubing ein, wo er von 2014 bis 2017 Vorsitzender der Stadtratsfraktion der Grünen war. Bei der Bundestagswahl 2017 und bei der Bundestagswahl 2021 ist Grundl jeweils über die Landesliste Bayern in den Bundestag eingezogen. Als Direktkandidat im Bundestagswahlkreis Straubing erreichte er 2017 3,6 % der Erststimmen, 2021 6,5 %.
Im 20. Deutschen Bundestag ist Grundl Sprecher für Kulturpolitik und Medienpolitik seiner Fraktion und Mitglied im Ausschuss für Kultur und Medien, im Auswärtigen Ausschuss und Obmann seiner Fraktion im Unterausschuss Auswärtige Kultur- und Bildungspolitik. Er ist stellvertretendes Mitglied im Ausschuss für die Angelegenheiten der Europäischen Union sowie stellvertretender Vorsitzender der Deutsch-Japanischen Parlamentariergruppe. In der 19. Legislaturperiode war Grundl Mitglied im Sportausschuss.
Als Bundestagsabgeordneter ist Grundl zudem Mitglied im Stiftungsrat der Kulturstiftung des Bundes, im Kuratorium Stiftung Denkmal für die ermordeten Juden Europas, in der Mitgliederversammlung des Goethe Instituts, im Beirat der Kulturakademie Tarabya, sowie im Parlamentarischen Beirat der Initiative Teamsport Deutschland. Zudem ist er Mitglied im Parlamentarischen Forum für Clubkultur und Nachtleben, in der Parlamentsgruppe Seenotrettung und in der Parlamentsgruppe Antirassismus und Vielfalt.
In seinen Reden im Plenum des Bundestags erläutert Grundl seine Argumente oft mit Beispielen aus der Popkultur. So wurden bisher Gerhard Polt, Rammstein, Die Ärzte, Funny van Dannen, Helene Fischer und Mr. Burns von den Simpsons teil seines politischen Diskurses. In einer Plenardebatte zu Kultur im ländlichen Raum führte er „Goin‘ up the Country“ von Canned Heat an und in seiner Rede zur Debatte (1. Lesung) „Anerkennung der NS-Opfergruppen der damals sog. „Asozialen“ und „Berufsverbrecher““  empfahl er zur Entscheidungsfindung, nach Hause zu gehen und sich Bob Dylans „Chimes of Freedom“ anzuhören. Nach eigener Aussage wurde er im Alter von neun Jahren „mit dem Radio unter der Bettdecke“ Fan von Bob Dylan.
Im Januar 2019 war Grundl gemeinsam mit vier weiteren Abgeordneten von SPD, Linkspartei und Grüne Gast auf einem Schiff von Sea Watch im Mittelmeer.
Auf Initiative von Grundl haben die Grünen im Bundestag im September 2019 den Bundestag aufgefordert, sich klar dahingehend zu äußern, dass insbesondere Kronprinz Wilhelm von Preußen dem nationalsozialistischen System erheblich Vorschub geleistet hat.
Überraschend benannte die CDU-Bundestagsfraktion für die Anhörung des Kulturausschusses im Januar 2020 als Sachverständigen den Historiker Benjamin Hasselhorn. Dieser hatte sich zuvor als publizistischer Advokat der Hohenzollern und Kritiker des Ausgleichsleistungsgesetzes exponiert. Grundl sieht Zeichen dafür, dass der Bundesregierung in der Causa Hohenzollern politischer Handlungswille fehlt.
Im Dezember 2022 nahm Grundl als Teil der Delegation von Außenministerin Annalena Baerbock und Kulturstaatsministerin Claudia Roth an der Zeremonie zur Restitution von Benin-Bronzen nach Nigeria teil.
Zur Bundestagswahl 2025 trat er nicht mehr an und schied damit im März 2025 nach Konstituierung des 21. Deutschen Bundestags aus dem Parlament aus.

## Politische Positionen
Im März 2023 stimmte er als einer von zwei Grünen-Bundestagsabgeordneten gegen die Beteiligung bewaffneter deutscher Streitkräfte an der NATO-geführten Maritimen Sicherheitsoperation SEA GUARDIAN im Mittelmeer.

## Brüsseler Erklärung
Am 1. Juli 2018 initiierte Grundl gemeinsam mit Claudia Roth die Brüsseler Erklärung für die Freiheit der Kunst.
Sie stellt sich gegen weltweite rechtsnationale Einflussnahme auf Kunst und Kultur durch einzelne Parteien und Regierungen in Europa und insbesondere Deutschland. 53.000 Menschen haben die Erklärung unterzeichnet (Stand: 6. Januar 2019).
Darunter sind Künstler wie Hape Kerkeling, Inga Humpe, Wladimir Kaminer, Igor Levit, Dirk von Lowtzow, Feo Aladag, Frank Spilker und Shermin Langhoff.

## Ehrenämter und Mitgliedschaften
Auf der 18. Ordentlichen Mitgliederversammlung in Bonn wurde Erhard Grundl am 24. November 2018 in den Vorstand der Kulturpolitischen Gesellschaft gewählt. Im Oktober 2022 wurde er in diesem Amt wiedergewählt.
Grundl ist zudem Mitglied in folgenden Organisationen: Arbeiterwohlfahrt Straubing-Bogen (Vorstandsmitglied); Mieterschutzverein Straubing (Vorstandsmitglied); Erzeugergemeinschaft Energie Bayern (Aufsichtsrat); Fan-Radio „Straubing Tigers on Air“,  Förderverein Box-Club Straubing; ver.di; Sozialverband VdK; Amnesty International und Forum für Humor und komische Kunst. Er ist Mitglied des Kuratoriums der Stiftung Denkmal für die ermordeten Juden Europas.